# Kampot
Kampot (khmer: ក្រុងកំពត, "Krong Kampot") är en stad i södra Kambodja och huvudstad i provinsen Kampot. Staden ligger vid floden Praek Tuek Chhu sydväst om Dâmreibergen och omkring fem kilometer från Thailandviken. Kampot var huvudstad i Circonscription Résidentielle de Kampot under franskt styre och Kambodjas viktigaste hamn efter förlusten av Mekongdeltat och före etableringen av Sihanoukville. Dess centrum är skiljer sig från de flesta kambodjanska provinshuvudstäderna och består av 1800-talets franska koloniala arkitektur. Regionen och staden är välkända för sin peppar av hög kvalitet, som exporteras över hela världen. Regionen är känd för Kampot fisksås och durian.